# Csornij Obeliszk
A Csornij Obeliszk (cirill betűkkel: Чёрный Обелиск, angolul Black Obelisk néven is ismert) orosz együttes. Heavy metal, progresszív metal, hard rock, thrash metal műfajokban játszanak.

## Története
1986-ban alakultak meg Moszkvában. Nevük Erich Maria Remarque azonos regénycíméből származik.  Az eredeti felállás a következő volt: Anatolij Krupnov - éneklés, basszusgitár, Mihail Szvetlov - gitár, Nyikolaj Agafoskin - dobok. Szvetlov helyére nem sokkal később Jurij Alekszejev került, első nagylemezüket már az ő közreműködésével jelentették meg. Szvetlov egy évvel később visszatért a zenekarba, és a második stúdióalbumukon már újból ő szerepelt. 1988-ban feloszlottak, Anatolij Krupnov sorozatos ivászatai miatt. 1990-ben újraalakultak. Új dobos került a csapatba, Szergej Komarov személyében, Mihail Szvetlov ezzel megint leváltásra került. Helyére Vaszilij Bilosickij került. Komarovot azonban bűnözök lelőtték, így az új stúdióalbum rögzítése félbeszakadt. Vlagyimir Jermakov személyében új dobos került (újból) az együttesbe. A kilencvenes években újabb tagcserék következtek: Bilosickij szintén „repült” a Fekete Obeliszk soraiból, helyére Igor Zsirnov gitáros került. 1992-ben már a Sepultura és a Master zenekarokkal együtt turnéztak. Az 1994-es stúdióalbumuk után Krupnovon megint erőt vett a drogok és az alkohol folyamatos használata, melynek következtében 1997-ben újból feloszlottak. Ugyanebben az évben Krupnov kábítószer-túladagolásban elhunyt.
1999-ben újraalakultak, Dmitrij Boriszenkov énekes-gitáros, Danyiil Zaharenkov basszusgitáros, Mihail Szvetlov gitáros, Makszim Olejnyik dobos és Szergej Varlamov gitáros, zenei rendező alkotja a zenekart.
Lemezkiadóik: CD-Maximum.

## Jelenlegi tagok
- Dmitrij Boriszenkov - ének, gitár (1992-1995, 1999-)
- Mihail Szvetlov - gitár (1986, 1987-1988, 1990, 1999-)
- Danyiil Zaharenkov - basszusgitár, vokál (1999-)
- Maxim Olejnyik - dobok
- Szergej Varlamov – gitáros, zenei rendező

## Diszkográfia
- Apocalypse (1986)
- Flowers of Evil (1987)
- The Wall (1991)
- One More Day (1991)
- I Will Stay (1994)
- Ashes (2002)
- Nerves (2004)
- Green Album (2006)
- Off-Season (2012)
- Revolution (2015)